# Désastre d'Ibrox de 1902
Pour les articles homonymes, voir Désastre d'Ibrox.
Le désastre d'Ibrox de 1902 est un accident mortel consécutif à l'effondrement d'une tribune à Ibrox le 5 avril 1902.

## Histoire
Le 5 avril 1902, pendant un match international entre l’équipe d'Écosse de football et l’équipe d'Angleterre de football, la tribune Ouest nouvellement construite s’effondre, à cause de fondations mises à mal par les très fortes pluies qui sont tombées la veille. La tragédie se déroule autour de la 51e minute de jeu. Des centaines de supporters tombent d’une hauteur de 12 mètres environ. On sort des décombres 25 morts et 527 blessés.
La tribune consistait en des gradins de bois soutenus par une armature en fer. Après l’accident, ce type de construction pour les gradins se voit discrédité. Partout dans le Royaume-Uni, les gradins furent désormais construits sur des talus ou « en dur ».
Les deux fédérations annulèrent le match. Tous les gains dégagés lors du match de remplacement joué à Birmingham dans le stade de Villa Park le 3 mai 1902 furent utilisés comme fonds de soutien aux victimes.